# Чарлоне, Сесар (политик)
Се́сар Чарло́не Родри́гес (исп. César Charlone Rodríguez; 5 октября 1895, Монтевидео, Уругвай) — 8 мая 1973, там же) — уругвайский политический и государственный деятель, вице-президент Уругвая (19 июня 1938 — 1 марта 1943), президент Сената Уругвая, дипломат, министр иностранных дел Уругвая (12 августа 1949 — 23 ноября 1950), министр финансов (1934—1938 и 1940—1943), министр экономики и финансов (1967—1971), экономист, юрист.

## Биография
Окончил Республиканский университет (Уругвай) в Монтевидео.
В 1930-х годах стал видным членом Партии Колорадо (Уругвай).
С 1934 по 1938 год занимал пост министра финансов Уругвая. С 1938 по 1943 год — вице-президент Уругвая при президенте Альфредо Бальдомире. Тогда же был председателем Сената Уругвая.
С 1940 по 1943 год вновь работал министром финансов.
В 1949—1950 год в правительстве президента Луисе Батлье Берресе был министром иностранных дел Уругвая. В качестве министра иностранных дел в 1949 году подписал с Соединенными Штатами договор о дружбе, торговле и экономическом развитии.
Несколько раз был представителем своей страны в ООН.
В 1967—1971 годах — министр экономики и финансов в правительстве президента Уругвая Хорхе Пачеко Ареко.
Скончался от сердечного приступа.